# Arubaans korfbalteam
Het Arubaanse korfbalteam is een team van korfballers dat Aruba vertegenwoordigt in internationale wedstrijden. De verantwoordelijkheid van het Arubaanse korfbalteam ligt bij de Korfball Bond Aruba (KBA). Het achttal won tot nu nog geen enkele medaille.

## Resultaten op de wereldkampioenschappen
| Wereldkampioenschap korfbal |               |             |               |
| Jaar                        | Kampioenschap | Gastheer    | Klassering    |
| 1978                        | 1e WK         | Amsterdam   | Geen deelname |
| 1984                        | 2e WK         | Antwerpen   | Geen deelname |
| 1987                        | 3e WK         | Makkum      | 8e plaats     |
| 1991                        | 4e WK         | Antwerpen   | 10e plaats    |
| 1995                        | 5e WK         | New Delhi   | Geen deelname |
| 1999                        | 6e WK         | Adelaide    | Geen deelname |
| 2003                        | 7e WK         | Rotterdam   | Geen deelname |
| 2007                        | 8e WK         | Brno        | Geen deelname |
| 2011                        | 9e WK         | Shaoxing    | Geen deelname |
| 2015                        | 10e WK        | België      | Geen deelname |
| 2019                        | 11e WK        | Zuid-Afrika | Geen deelname |

## Resultaten op de Wereldspelen
| Wereldspelen |                  |                       |               |
| Jaar         | Kampioenschap    | Gastland              | Klassering    |
| 1985         | 2e Wereldspelen  | Londen (Engeland)     | Geen deelname |
| 1989         | 3e Wereldspelen  | Karlsruhe (Duitsland) | Geen deelname |
| 1993         | 4e Wereldspelen  | Den Haag (Nederland)  | Geen deelname |
| 1997         | 5e Wereldspelen  | Lahti (Finland)       | Geen deelname |
| 2001         | 6e Wereldspelen  | Akita (Japan)         | Geen deelname |
| 2005         | 7e Wereldspelen  | Duisburg (Duitsland)  | Geen deelname |
| 2009         | 8e Wereldspelen  | Kaohsiung (Taiwan)    | Geen deelname |
| 2013         | 9e Wereldspelen  | Cali (Colombia)       | Geen deelname |
| 2017         | 10e Wereldspelen | Wroclaw (Polen)       | Geen deelname |
| 2022         | 11e Wereldspelen | Birmingham (USA)      | Geen deelname |
| 2025         | 12e Wereldspelen | Chengdu (China)       | Geen deelname |

## Resultaten op de Pan-Amerikaanse kampioenschappen
| Pan-Amerikaanse kampioenschap |               |            |               |
| Jaar                          | Kampioenschap | Gastheer   | Klassering    |
| 2014                          | 1e P-A        | Brazilië   | geen deelname |
| 2018                          | 2e P-A        | Colombia   | geen deelname |
| 2022                          | 3e P-A        | Argentinië | geen deelname |